# World Series 1927
Le World Series 1927 sono state la 24ª edizione della serie di finale della Major League Baseball al meglio delle sette partite tra i campioni della National League (NL) 1927, i Pittsburgh Pirates e quelli della American League (AL), i New York Yankees. A vincere il loro secondo titolo furono gli Yankees per quattro gare a zero.
Quell'anno, gli Yankees guidarono l'American League in punti segnati, valide, tripli, fuoricampo, basi su ball, media battuta, media bombardieri e percentuale di arrivo in base. Guidati dalle leggende Babe Ruth e Lou Gehrig all'apice delle loro carriera, vinsero l'allora record della AL di 110 gare, finendo con 19 gare di vantaggio sui secondi classificati e venendo considerati da molti come forse la migliore squadra di tutti i tempi.
I Pittsburgh Pirates del 1927, trascinati dall'MVP della lega Paul Waner, guidarono la National League in punti, valide, media battuta e percentuale di arrivo in base.

## Sommario
New York ha vinto la serie, 4-0.
| Gara | Data      | Risultato                                    | Stadio         | Tempo | Pubblico |
| ---- | --------- | -------------------------------------------- | -------------- | ----- | -------- |
| 1    | 5 ottobre | New York Yankees – 5, Pittsburgh Pirates – 4 | Forbes Field   | 2:04  | 41.467   |
| 2    | 6 ottobre | New York Yankees – 6, Pittsburgh Pirates – 2 | Forbes Field   | 2:20  | 41.634   |
| 3    | 7 ottobre | Pittsburgh Pirates – 1, New York Yankees – 8 | Yankee Stadium | 2:04  | 60.695   |
| 4    | 8 ottobre | Pittsburgh Pirates – 3, New York Yankees – 4 | Yankee Stadium | 2:15  | 57.909   |

## Hall of Famer coinvolti
- Yankees: Miller Huggins (manager), Earle Combs, Lou Gehrig, Tony Lazzeri, Herb Pennock, Babe Ruth, Waite Hoyt
- Pirates: Kiki Cuyler (non sceso in campo), Pie Traynor, Lloyd Waner, Paul Waner